# Анна
А́нна або Га́нна — жіноче особове ім'я. Поширене в багатьох країнах, переважно християнських. Походить від єврейського імені Ганна (Ханна, івр. חַנָּה, Ḥannāh, «благодать»). В українську мову потрапило за посередництвом грецької та латинської мов (грец. Αννα, лат. Anna). Одне з найпопулярніших імен в Україні та Європі.
Найвідомішою носійкою імені є свята Анна, мати Діви Марії й бабуся Ісуса Христа, на честь якої традиційно називають дівчат. Переклад імені близький за значенням до романського імені Грація (лат. Gratia, Gracia) та англійського Грейс (англ. Grace). 

## Відомі носійки

### Свята Анна
Свя́та А́нна (грец. Αγία Άννα, лат. Sancta Anna, ісп. Santa-Ana) — декілька християнських святих.
- Свята Анна — мати Діви Марії
- Анна Пророчиця
- Анна — мати пророка Самуїла.
- Анна Всеволодівна (Янка) — руська князівна, настоятелька Андріївського монастиря.
- Анна Лайн
- Анна Пакгі

### Шляхетні жінки
- Анна I (герцогиня Бретані)
- Анна I (королева Угорщини і Чехії)
- Анна (принцеса Великої Британії)
- Анна Австрійська
- Анна Австрійська (королева Іспанії)
- Анна Австрійська Габсбург
- Анна Болейн — англійська королева, дружина Генріха VIII.
- Анна Браніцька
- Анна Габсбурґ (герцогиня Баварії)
- Анна Клевська — англійська королева, дружина Генріха VIII.
- Анна Порфірогенета — київська велика княгиня, дружина Володимира Святославича.
- Анна Ягеллонка (1476-1503) — поморська герцогиня, дружина Богуслава X.
- Анна Ягеллонка — польська королева (1575—1596).
- Анна Ярославна — руська княгиня, королева Франції.
- Анна Єлизавета Луїза Бранденбург-Шведтська
- Анна Єлизавета Саксен-Лауенбурзька
- Анна Єфросина Ходкевич
- Анна-Марія Брауншвейг-Каленберг-Геттінгенська
- Анна-Марія Данська — данська принцеса, грецька королева (1964—1973).
- Анна Іванівна Тверська — велика княгиня литовська.
- Анна Бурбон-Пармська — румунська королева.
- Єфросинія-Анна — волинська княгиня.

### Акторки
- Анна Белл Пікс
- Анна Вяземські
- Анна-Марія Ферреро
- Анна-Ніколь Сміт

### Дипломатки
- Анна Азарі — ізраїльська дипломатка.
- Анна Барбара Бауті — швейцарська дипломатка.

### Літераторки
- Анна Альчук
- Анна Багряна
- Анна Бойтар
- Анна Борковська
- Анна Броделе
- Анна Бронте
- Анна Брігадере
- Анна Вінтур
- Анна Гаава

### Музикантки
- Анна-Марія Равнополська-Дин
- Анна Бук
- Анна Віссі

### Науковиці
- Анна Амелія Обермеєр — південноафриканська ботанікиня.
- Анна Аткінс — англійська ботанікиня.
- Анна Вероніка Вендланд — німецька історикиня.

### Спортсменки
- Анна-Карін Каммерлінг — шведська плавчиня.
- Анна-Карін Улофсон-Зідек — шведська біатлоністка.
- Анна-Лена Гренефельд — німецька тенісистка.
- Анна Ванхатало — фінська хокеїстка.
- Анна Воткінс — британська веслувальниця.

### Художниці
- Анна Білінська-Богданович
- Анна Діденко

### Інші
- Анна (Дісней)
- Анна Сенік
- Анна Андерсон
- Анна Ізабелла Мілбенк
- Анна-Катерина де Ланьвіль, Мадам Гельветіус
- Анна Перенна — італійська богиня року та довголіття.